# Meyenkrebsbrücke

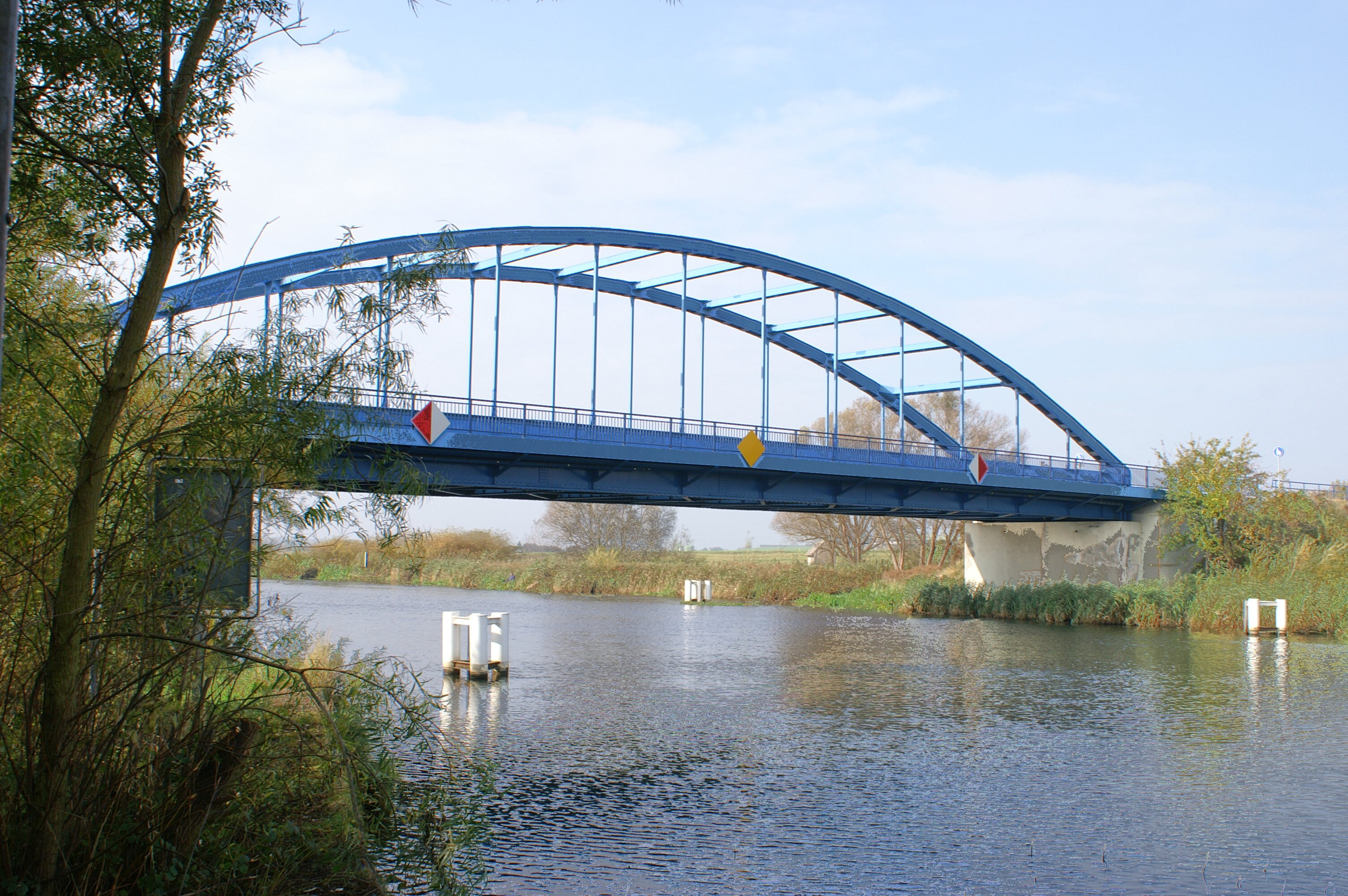
Meyenkrebsbrücke

Die Meyenkrebsbrücke ist eine Bogenbrücke im Zuge der Bundesstraße 194. Nach der Kahldenbrücke ist sie die zweite Straßenbrücke über die Peene im Gebiet der Hansestadt Demmin. Sie hat ihren Namen nach dem am linken nördlichen Peeneufer gelegenen Stadtteil Meyenkrebs. Die Durchfahrtshöhe der Meyenkrebsbrücke beträgt 4,5 Meter.

## Geschichte

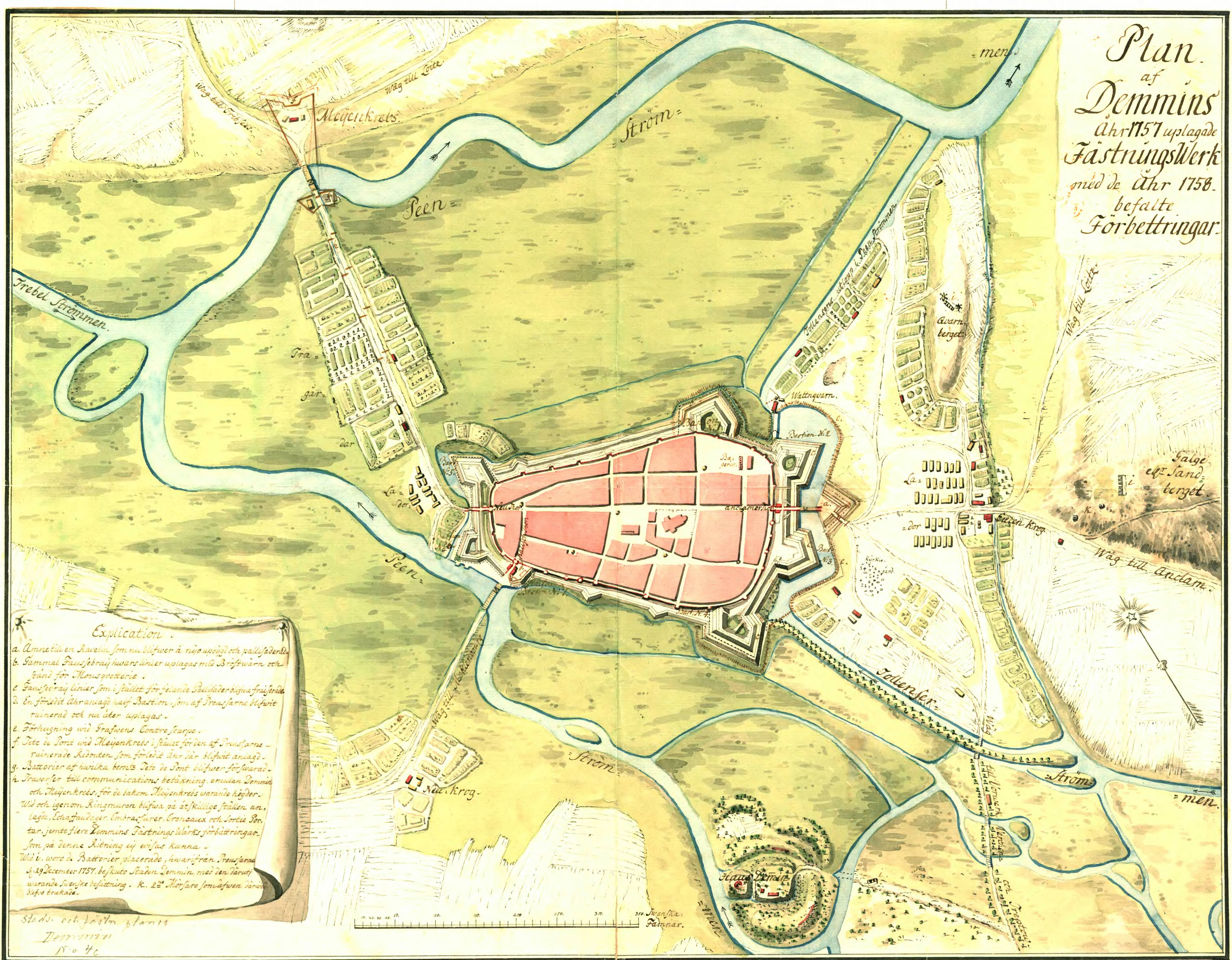
Die Brücke auf einer Karte von 1758 (links oben)

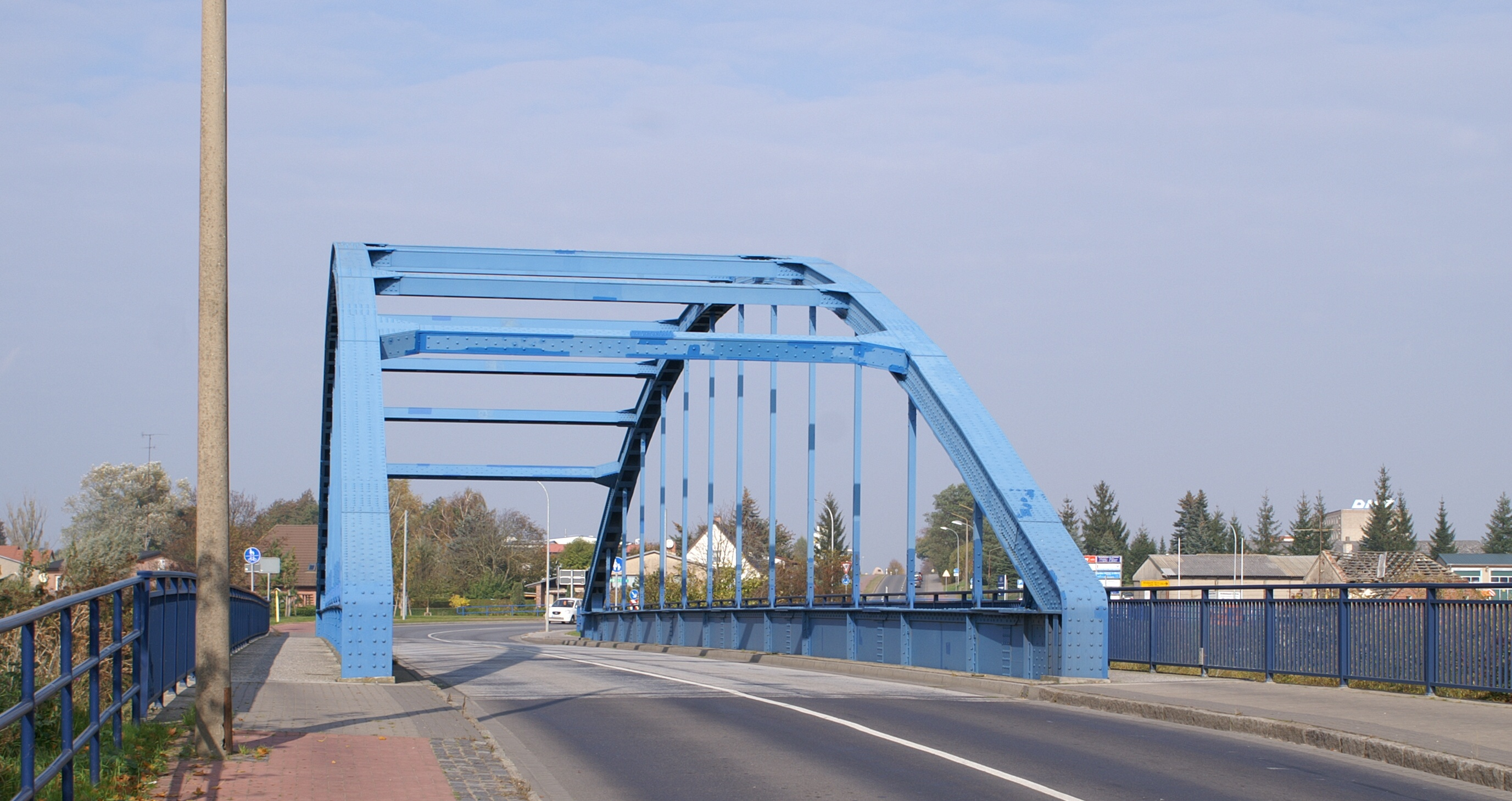
Südseite

Eine nördliche Peenebrücke existierte bereits vor dem Dreißigjährigen Krieg. Sie war in der Zeit der Hanse wichtig für die Handelsverbindungen Demmins zu den Hansestädten Rostock und Stralsund. 
Nach dem Schwedisch-Brandenburgischen Krieg musste 1678 eine neue Brücke gebaut werden, nachdem die alte beim Anmarsch der Truppen des Großen Kurfürsten von den Schweden abgerissen worden war. Nach dem Frieden von Stockholm wurde die Stadt Demmin preußische Grenzfestung. Gleich hinter der Meyenkrebsbrücke begann das nördlich der Peene gelegene Schwedisch-Pommern
Während des Siebenjährigen Krieges wurde die Brücke erneut von den Schweden zerstört. Die Demminer mussten sie nach dem Krieg durch eine Notbrücke ersetzen. Als diese die königlich-preußischen Getreidetransporte nach Stettin behinderte, erfolgte der Bau einer Klappbrücke. 
Ein weiteres Mal zerstört wurde die Brücke während der Besetzung Norddeutschlands durch die Franzosen 1806 und 1807. Im Januar 1807 überquerten französische Truppen die vereiste Peene bei Meyenkrebs und stellten die Brücke wieder her, um Kavallerie und Artillerie nach Schwedisch-Pommern verlegen zu können.
1920 wurde die hölzerne Doppelklappbrücke durch eine Stahlbetonkonstruktion ersetzt. Zum Ende des Zweiten Weltkriegs wurde die Brücke durch abziehende deutsche Truppen zerstört. Ein Brückenneubau wurde 1956 fertiggestellt. Es ist eine Stabbogenbrücke mit genieteten Stahlprofilen. In den Jahren 1996 bis 1998 erfolgten umfangreiche Instandsetzungsmaßnahmen.

## Durchflussmessanlage

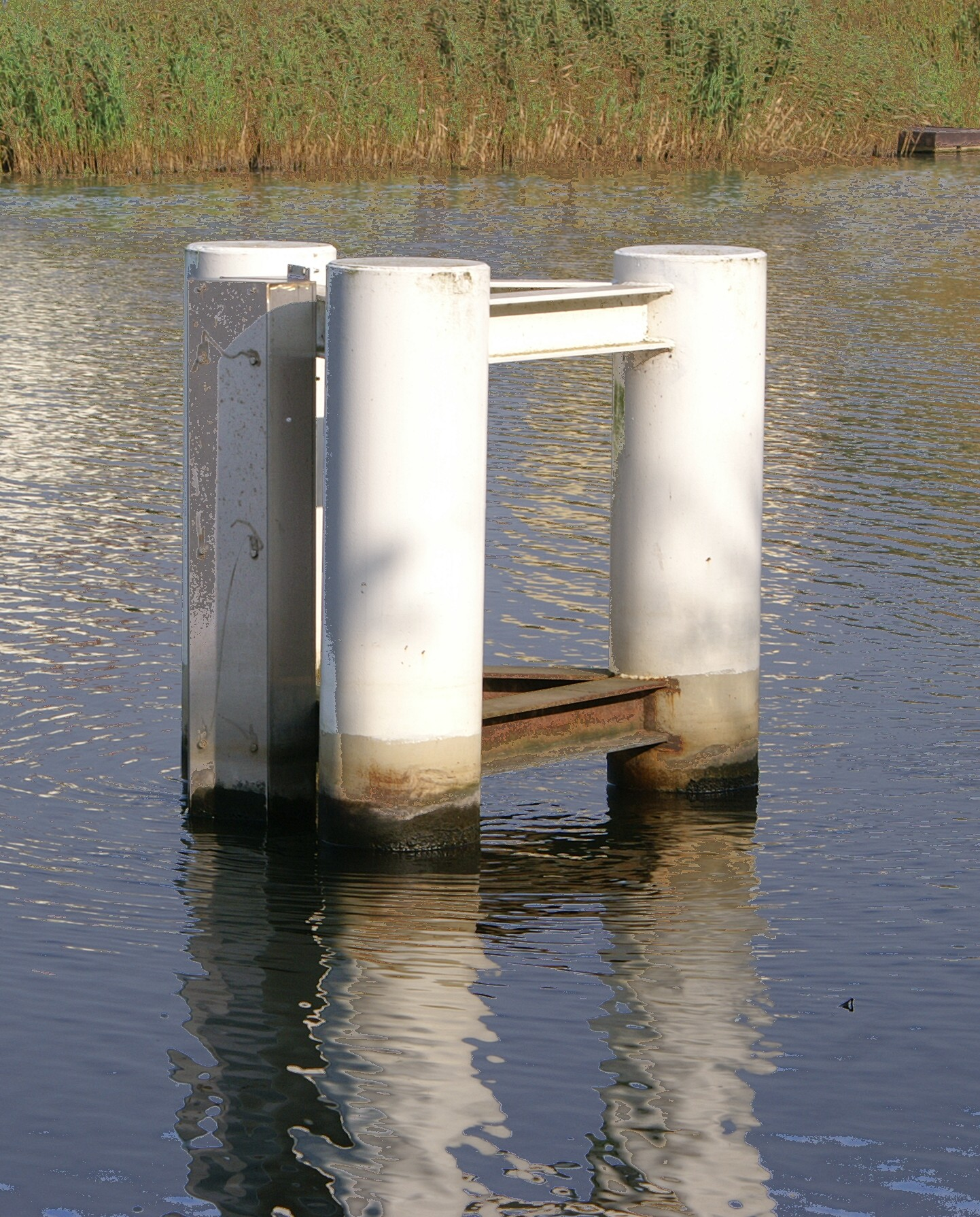
Dalben mit Ultraschallsensor

Im Jahr 2004 wurde im Auftrag des Staatlichen Amtes für Umwelt und Natur Neubrandenburg eine automatische stationäre Durchflussmessanlage direkt unter der Meyenkrebsbrücke in Betrieb genommen. Die Anlage arbeitet nach dem Prinzip der Ultraschall-Laufzeitdifferenzmessung und ermöglicht eine kontinuierliche Durchflussmessung am Unterlauf der Peene, unmittelbar nach den Zuflüssen von Trebel und Tollense. Dabei ist die Anlage auch in der Lage eine Fließumkehr der Peene zu erfassen, wie sie bei Ostseehochwasser auftreten kann.